# Badenhard
Badenhard település Németországban, Rajna-vidék-Pfalz tartományban. Lakosainak száma 158 fő (2023. december 31.). Badenhard Birkheim és Sankt Goar községekkel határos.

## Népesség
A település népességének változása:
| Lakosok száma | 141  | 136  | 134  | 146  | 161  | 158  |
|               | 1975 | 2017 | 2019 | 2021 | 2022 | 2023 |